# Yeniakçayır, Tepebaşı
Yeniakçayır là một xã thuộc huyện Tepebaşı, tỉnh Eskişehir, Thổ Nhĩ Kỳ. Dân số thời điểm năm 2011 là 72 người.